# Stephen L. Clark
Stephen L. Clark (1949 – ) es un botánico estadounidense. Es profesor asociado de Botánica en el "Weber State College", Ogden, Utah.

## Algunas publicaciones

### Libros
- dennis j. Hansen, c.m. McKell, stephen l. Clark, LaGrande Hobbs. 1991. Native plant establishment techniques and water requirements for successful roadside revegetation. School of Natural Sciences, Dept. of Botany, Weber State Univ.
- 1977. A manual of the vascular flora of Weber, Davis and Morgan counties, Utah. Weber State College. 220 pp.
- 1969. Marsh and aquatic plants of Utah. Weber State College. 272 pp.
- 1967. A biosystematic study of the Penstemon cyananthus Hook. species complex. Utah State University. Dept. of Botany. 148 pp.

## Honores
- Director del "Institute of American Indian Botany"

- La abreviatura «S.L.Clark» se emplea para indicar a Stephen L. Clark como autoridad en la descripción y clasificación científica de los vegetales.[1]